# Zotalemimon biplagiata
Zotalemimon biplagiata är en skalbaggsart som först beskrevs av Stefan von Breuning 1940.  Zotalemimon biplagiata ingår i släktet Zotalemimon och familjen långhorningar. Inga underarter finns listade i Catalogue of Life.